# Henri Simonet
Henri François Simonet (* 10. Mai 1931 in Brüssel; † 15. Februar 1996) war ein belgischer Politiker und 1977 Präsident des Rates der Europäischen Gemeinschaften.

## Studium und berufliche Tätigkeiten
Simonet studierte Politik- und Wirtschaftswissenschaften an der Freien Universität Brüssel (ULB). Später war er dort Professor sowie von 1975 bis 1978 auch Präsident des Instituts für Europäische Studien der ULB.

## Politische Laufbahn

### Parteimitgliedschaften und Bürgermeister von Anderlecht
Simonet begann seine politische Laufbahn als Mitglied der Sozialistischen Partei (PSB). 1985 verließ er die PSB und trat der Parti Réformateur Liberal (PRL) bei, in der er bald xenophobe Positionen bezog.
Er wurde 1966 zum Bürgermeister von Anderlecht gewählt. Dieses Amt übte er bis 1984 aus. Während seiner Amtszeit entwickelte sich Anderlecht von einer industriell geprägten Arbeiterstadt zu einer zukunftsorientierten Stadt mit der Ansiedlung großer Einkaufszentren sowie der Gründung des Erasmus-Krankenhauses der Freien Universität Brüssel. Sein Sohn Jacques Simonet war ebenfalls Bürgermeister von Anderlecht.

### Europapolitiker und Minister
1972 wurde Simonet, der seit 1966 auch Mitglied der Abgeordnetenkammer war, von Premierminister Gaston Eyskens zum Wirtschaftsminister in sein Kabinett berufen.
Zwischen 1973 und 1977 war er Vizepräsident der EG-Kommission und damit Stellvertreter von François-Xavier Ortoli.
Am 3. Juni 1977 wurde er von Premierminister Leo Tindemans zum Nachfolger von Renaat Van Elslande zum Außenminister ernannt. Als solcher war er im zweiten Halbjahr 1977 auch Präsident des Rates der Europäischen Gemeinschaft. Das Amt des Außenministers behielt er auch in den Regierungen von Paul Vanden Boeynants und Wilfried Martens bis zum 18. Mai 1980. Zwischen 1977 und 1979 war er zusätzlich Staatssekretär für die Regionalwirtschaft.

## Familie
Der ehemalige Ministerpräsident der Region Brüssel-Hauptstadt und vormalige Bürgermeister von Anderlecht, Jacques Simonet, war sein Sohn.
Dessen Tochter Eléonore Simonet ist seit Januar 2025 föderale Ministerin für Mittelstand, Selbständige und KMU in der Regierung De Wever.

## Veröffentlichungen
- Simonet, Henri: La formation du capital dans les pays sous-développés et l'assistance financière étrangère. Brüssel (VUB) 1959
- Simonet, Henri: Le Point de la Situation au Congo. 1960
- Simonet, Henri: Energy And The Future Of Europe. In: “Foreign Affairs”, April 1975
- Simonet, Henri: Belgium in the Postwar Period Partner and Ally. 1981, ISBN 0-89206-033-6.
- Kissinger, Henry / Simonet, Henri u. a.: NATO, the Next Thirty Years : Report of the Conference, Palais d'Egmont, Brussels, Belgium, September 1-3, 1979. Januar 1979, ISBN 0-89206-012-3.

## Quelle
- Kurzbiographie in goupstate.com

| Personendaten    | Personendaten                     |
| ---------------- | --------------------------------- |
| NAME             | Simonet, Henri                    |
| ALTERNATIVNAMEN  | Simonet, Henri François           |
| KURZBESCHREIBUNG | belgischer Politiker und Minister |
| GEBURTSDATUM     | 10. Mai 1931                      |
| GEBURTSORT       | Brüssel                           |
| STERBEDATUM      | 15. Februar 1996                  |